# 那波宗俊
那波 宗俊（なわ むねとし）は、戦国時代の武将。山内上杉家、後北条氏の家臣。上野国赤石城主。

## 略歴
那波氏は上野の国人。
那波勝宗の子として誕生。系図では長尾景長の娘を室とするが、景長の娘は母親で長尾景誠の娘を室としたとする説もある。
天文10年（1541年）、近隣諸氏（深谷上杉家・足利長尾氏・厩橋長野氏・成田氏・桐生佐野氏）と連合して新田金山城の横瀬氏を攻撃するが失敗に終わる。その後、後北条氏に寝返って山内上杉家を攻めるとこれら周辺諸氏は横瀬氏と共に宗俊を攻めるが、小幡氏などの西上野の諸氏が離反した結果、関東管領・上杉憲政は越後国に追われた。
永禄3年（1560年）、憲政を奉じた長尾景虎（上杉謙信）によって赤石城が攻撃され、12月には赤石城・那波城が陥落、降伏した宗俊は後北条方の有力与党とみなされたため、所領を奪われて間もなく没した。
那波氏の所領は横瀬氏（由良氏）に与えられるが、後に同氏が後北条氏に寝返った為、謙信は人質として差し出されていた宗俊の遺児・顕宗を旧領に復帰させる方針に転じることになる。